# Campionat britànic de motocròs 1979
La temporada de 1979 del Campionat britànic de motocròs fou la 28a edició d'aquest campionat, organitzat per l'ACU.

## Classificació final

### Open
| Posició | Pilot           | Motocicleta | Punts |
| ------- | --------------- | ----------- | ----- |
| 1       | Graham Noyce    | Honda       | 355   |
| 2       | Neil Hudson     | Maico       | 246   |
| 3       | Geoff Mayes     | Maico       | 221   |
| 4       | Vaughan Semmens | Maico       | 173   |
| 5       | Bob Wright      | CCM         | 156   |
| 6       | Rob Hooper      | Maico       | 130   |
| 7       | Steve Beamish   | Suzuki      | 130   |
| 8       | Peter Mathia    | Cotton      | 129   |
| 9       | Roger Harvey    | Maico       | 116   |
| 10      | Billy Aldridge  | Suzuki      | 106   |